# Alesya Aleshina
Alesya Aleshina (em russo:  Але́ся Алёшина, nascida em 2003 em Nizhny Novgorod) é uma jogadora profissional de squash russa. No ponto mais alto da sua carreira ela alcançou o lugar n.º 196 no ranking mundial em fevereiro de 2020. Ela venceu o Women's PSA Squash Tour de 2021.